# デファイアンス (戦列艦・初代)
|          |                                                                 |
| 艦歴     |                                                                 |
| 建造:    | ウィリアム・キャッスル造船所 （デットフォード）                 |
| 進水:    | 1666年3月27日                                                   |
| 就役:    | 1666年春                                                        |
| その後:  | 1668年12月6日焼損                                               |
| 性能諸元 |                                                                 |
| クラス:  | 3等戦列艦                                                       |
| 全長:    | 竜骨：117ft (36m)                                               |
| 全幅:    | 37ft 3in (11.4m)                                                |
| 喫水:    | 15ft 3in (4.6m)                                                 |
| 機関:    | 帆走（3本マストシップ）                                         |
| 乗員:    | 320名                                                           |
| 兵装:    | 64門： デミ＝カノン22門 カルヴァリン28門 デミ＝カルヴァリン14門 |

デファイアンス (HMS Defiance) はイングランド海軍の64門3等戦列艦。1664年10月26日に発注され、1666年3月27日に進水した。建造はデットフォードのウィリアム・キャッスルが経営する造船所で行われた。
デファイアンスはロバート・ホームズ艦長の下1666年の4日海戦に参加した。その後ホームズの指揮権は短期間ウィリアム・フローズ大佐が引き継いだが、一ヵ月後にジョン・ケンプソーンが艦長に任命された。彼は9月に少将に任ぜられるが、しばらくデファイアンス艦上に留まった。翌1667年9月にデファイアンスはポーツマス港司令官となっていたホームズの指揮下に戻るが、すぐにジョン・ハーマンが艦長となった。デファイアンスは1668年12月6日にチャタムで火災に遭遇して失われた。